# Навал (груз)

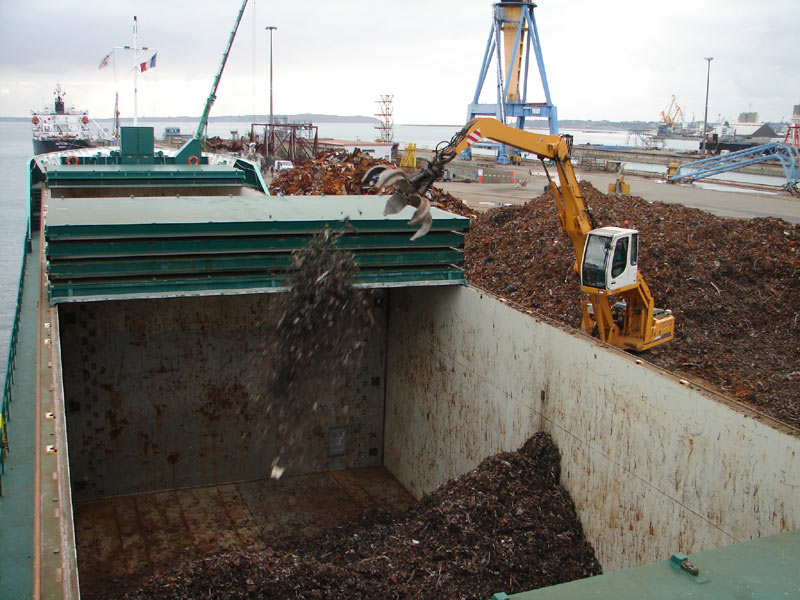
Балкер в момент загрузки в порту Бреста.

Навал — метод погрузки для перевозки массовых грузов без тары, прежде всего нескольких видов сырья: руды, угля, песка, металлолома, макулатуры. 
При перевозке зерна без тары применяется термин «насыпь» («погрузка насыпью»).
Навалочный груз — сухой груз, перевозимый на морских судах без тары навалом (руда, рудные концентраты, удобрения и т. п.) или насыпью (зерно, сахар-сырец и др.). При погрузке навалочных грузов на судно не требуется специальная укладка и крепление. 
Для перевозки навалочных грузов используют специальные суда — балкеры, которые не имеют специальных грузовых механизмов, только большие трюмы для груза.